# The Hands of Nara
The Hands of Nara è un film muto del 1922 diretto da Harry Garson. La sceneggiatura si basa sull'omonimo romanzo di Richard Washburn Child pubblicato a New York nel 1922. Prodotto dalla Samuel Zierler Photoplay Corporation e distribuito dalla Metro Pictures Corporation, il film - considerato perduto - aveva come interpreti Clara Kimball Young, Elliott Dexter, John Miltern.

## Trama

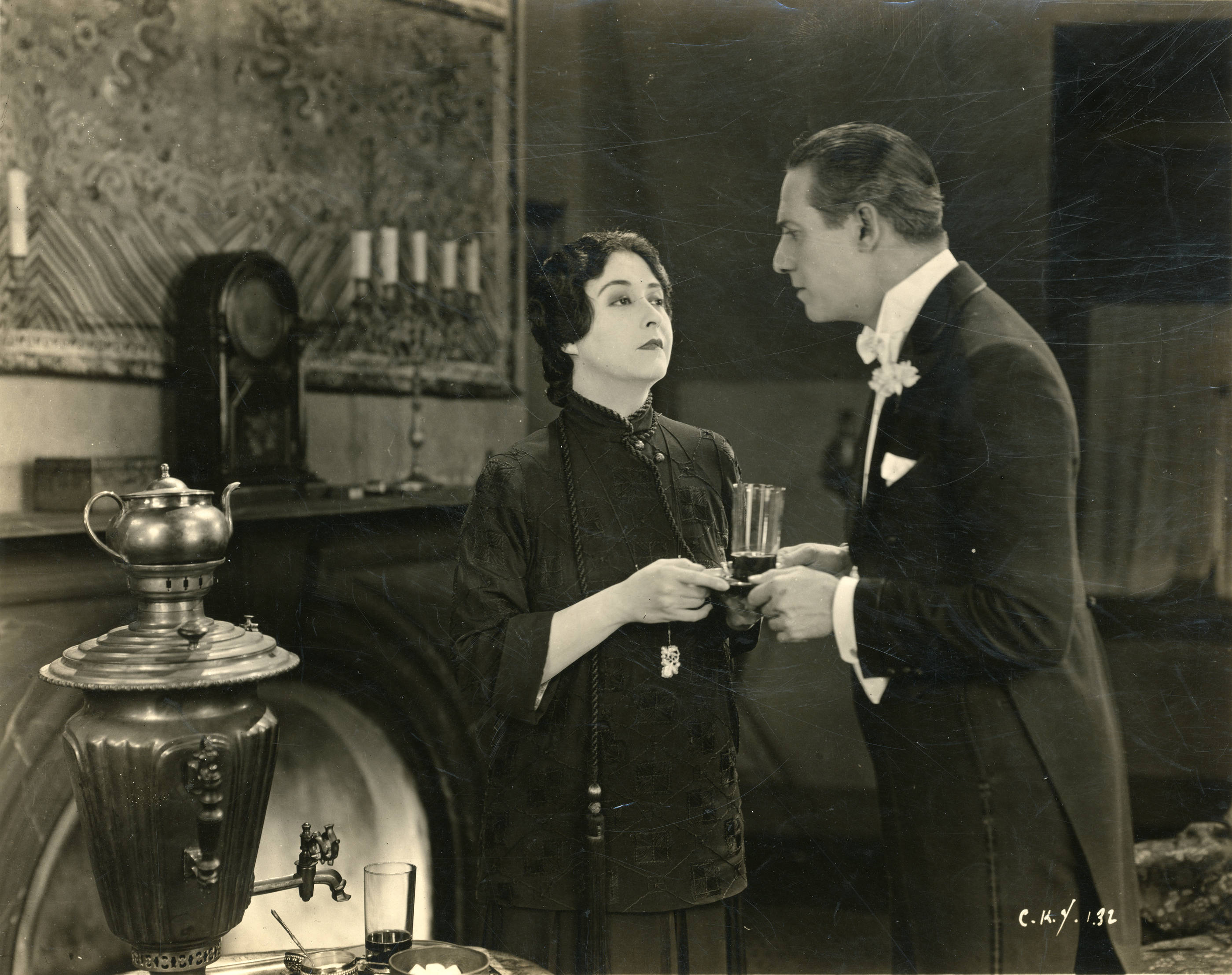
Clara Kimball Young e Elliott Dexter

Nara è una rifugiata russa che, fuggita alla rivoluzione, si trova negli Stati Uniti dove, a New York, ha ricevuto accoglienza presso Vanessa Yates, una dama della buona società newyorkese. Tra i nuovi numerosi conoscenti di Nara, spiccano tre uomini: Adam Pine, affascinante scultore, Connor Lee, che la convince di essere dotata di poteri curativi nelle mani, ed Emlen Claveloux, che si innamora di lei. Quest'ultimo, però, credendo che Nara sia coinvolta in una relazione con Pine, respinge il suo amore. Usando il potere delle sue mani, Nara cura diverse persone. La notizia dei suoi buoni risultati giunge fino al padre di Emlen, il vecchio dottor Haith Claveloux che, disperato per le condizioni della moglie che non riesce a guarire, implora Nara di aiutarla. Quando la signora Claveloux si riprende, Elmer riconsidera sia le proprie fino a quel momento incrollabili convinzioni sulla scienza sia la sua opinione su Nara, e le chiede di sposarlo.

## Produzione
Il film fu prodotto dalla Samuel Zierler Photoplay Corporation.

## Distribuzione
Il copyright del film, richiesto dalla Samuel Zierler Photoplay Corp. (che nei dati riporta la lunghezza di sette rulli), fu registrato il 15 settembre 1922 con il numero LP18387.

Distribuito dalla Metro Pictures Corporation, il film uscì nelle sale statunitensi il 18 settembre 1922 dopo essere stato presentato in prima ad Atlanta il 26 agosto 1922. La Pathé Frères lo distribuì nel Regno Unito il 24 gennaio 1924.
Non si conoscono copie ancora esistenti della pellicola che viene considerata presumibilmente perduta.